# اچ‌ام‌اس اسنشن (کی۵۰۲)
اچ‌ام‌اس اسنشن (کی۵۰۲) (به انگلیسی: HMS Ascension (K502)) یک کشتی بود که طول آن ۳۰۳ فوت ۱۱ اینچ (۹۲٫۶۳ متر) بود. این کشتی در سال ۱۹۴۳ ساخته شد.